# Гней Сервилий Цепион (консул 253 пр.н.е.)
Вижте пояснителната страница за други личности с името Гней Сервилий Цепион.
Гней Сервилий Цепион (на латински: Gnaeus Servilius Caepio) e политик на Римската република през 3 век пр.н.е.
През 253 пр.н.е. Цепион е избран за консул с Гай Семпроний Блез и двамата се бият против картагенците в Първата пуническа война. След като не успяват да слязат в Лилибаион на западния бряг на Сицилия, консулите тръгват с техните 260 кораба на грабежен поход по северния африкански бряг и затъват. Te изхвърлят част от плячката си и се връщат отново в Сицилия. По обратния им път към Рим 150 кораба от консулската флота потъват по време на силна буря.
Неговият син Гней e консул през 203 пр.н.е.